# Шаканлије
Шаканлије су насељено мјесто у општини Двор, у Банији, Сисачко-мославачка жупанија, Република Хрватска.

## Историја
У месту је 1827. године постојала православна црква у којој је служио поп Јосиф Лазаревић као парох.
Шаканлије су се од распада Југославије до августа 1995. године налазиле у Републици Српској Крајини.

## Становништво
Насеље је према попису становништва из 2011. године имало 32 становника.
| Националност       | 1991. | 1981. | 1971. | 1961. |
| Срби               | 194   | 472   | 668   | 800   |
| Југословени        | 1     | 29    | 4     |       |
| Хрвати             |       | 2     | 5     | 4     |
| Црногорци          |       | 1     |       |       |
| остали и непознато | 1     | 5     |       | 2     |
| Укупно             | 196   | 509   | 677   | 806   |

| Демографија | Демографија | Демографија |
| Година      | Становника  | Становника  |
| ----------- | ----------- | ----------- |
| 1961.       | 806         |             |
| 1971.       | 677         |             |
| 1981.       | 509         |             |
| 1991.       | 196         |             |
| 2001.       | 30          |             |
| 2011.       |             | 32          |